# Récits morts
Récits morts - Un rêve égaré est une pièce de théâtre de l'auteur dramatique français Bernard-Marie Koltès écrite en 1973 et créée le 27 avril de la même année par sa troupe du Théâtre du Quai à Strasbourg. La pièce a été publiée en 2008 par les Éditions de minuit.

## Personnages
- Dantale, personnage tel qu'il se voit en songe
- Marie, yeux grands ouverts, corps mobile comme celui d'un poisson
- Servien, petit homme dont on voit à peine les yeux, plein d'un étrange cœur[3]

## Argument
La pièce relate le songe d'un personnage inconnu du public. Ce personnage agit dans son rêve sous les traits et le nom de Dantale. Au cours de son rêve, il interagit avec deux figures majeures, Marie et Servien, mais aussi avec une multitude d'ombres de passage.